# Josef Čapek (fotbalista)
Josef Čapek (1. srpna 1902 – 4. května 1983) byl český fotbalista, útočník hrající na pozici tzv. spojky, československý reprezentant.

## Sportovní kariéra
Za československou reprezentaci odehrál v letech 1923–1926 sedm utkání a vstřelil 8 branek (dosáhl tak zcela mimořádného průměru 1,14 branky na zápas). Hrál za Slavii Praha, kam přišel z Viktorie Žižkov jako dorostenec a získal s ní jeden mistrovský titul – 1925. Roku 1927 utrpěl v Brně vážné zranění, zlomeninu nohy, které zastavilo jeho kariéru. Český sportovní novinář a historik Zdeněk Šálek o něm v encyklopedii Slavné nohy napsal: "Fotbalista s jemnou míčovou technikou. Dík dokonalému zpracování míče dosahoval velkého množství pohotových branek."